# Dijkgraaf (watergang)
De Dijkgraaf is een deels verdwenen gegraven waterloop ten noorden van de stad Wageningen en verder in de gemeenten  Wageningen en Ede.
De Dijkgraaf is tussen binnenstad en Van Uvenweg verdwenen; de waterloop liep ter hoogte van de huidige Julianastraat. Ten noorden van de Van Uvenweg, langs het pad naar de nieuwe wijk Boomgaarden, is een deel bewaard gebleven. De Dijkgraaf mondt hier uit in de nieuwe waterpartijen achter de Pomona-flats. De Dijkgraaf liep, geheel in overeenstemming met het ontginningspatroon, in een kaarsrechte lijn verder langs het noord-zuid-gedeelte van de Ooststeeg. Vervolgens takte de Dijkgraaf aan op de weg die nog altijd Dijkgraaf heet. De waterloop gaat hier ook nog altijd verder. Eén van de Wageningse sterflats werd gebouwd langs de Dijkgraaf en kreeg die naam als adres.
De weg met de naam Dijkgraaf loopt vervolgens ca 4,7 km in noordelijke richting, door het Binnenveld, tot aan de Maanderdijk langs de A12.